# Blossiana wachei
Blossiana wachei är en spindeldjursart som beskrevs av Roewer 1933. Blossiana wachei ingår i släktet Blossiana och familjen Daesiidae. Inga underarter finns listade.